# Marilia lateralis
Marilia lateralis là một loài Trichoptera trong họ Odontoceridae. Chúng phân bố ở vùng Tân nhiệt đới.